# Porzecze (powiat myśliborski)
Porzecze (niem. do 1945 r. Hälse) – wieś w Polsce położona w województwie zachodniopomorskim, w powiecie myśliborskim, w gminie Boleszkowice.
W latach 1975–1998 miejscowość należała administracyjnie do województwa gorzowskiego.

## Środowisko geograficzne
Wieś znajduje się 10 km na północny zachód od Kostrzyna nad Odrą i 36 km na południowy zachód od Myśliborza.
Zgodnie z podziałem fizycznogeograficznym Polski według Kondrackiego teren na którym położone jest Porzecze należy do prowincji Nizina Środkowoeuropejska, podprowincji Pojezierza Południowobałtyckiego, makroregionu Pojezierze Południowopomorskie oraz w końcowej klasyfikacji do mezoregionu Równina Gorzowska.
W granicach Parku Krajobrazowego „Ujście Warty” znajduje się zespół przyrodniczo-krajobrazowy „Porzecze”. Utworzony został Rozporządzeniem Nr 7 Wojewody Gorzowskiego z dnia 23 kwietnia 1992 r. (Dz. U. Województwa Gorzowskiego Nr 6, poz. 53 z 1992 r.) na powierzchni 142,74 ha, w obrębie ewidencyjnym Porzecze (numery działek: 49, 66/2, 66/3, 67, 112 i 125/8 w zarządzie Nadleśnictwa Dębno). Celem ochrony jest zachowanie w stanie naturalnym łąk, bagien, starorzeczy, zbiorników wodnych, wydm oraz terenów zalesionych znajdujących się na tarasie zalewowym rzeki Odry. Urozmaicony krajobraz: lasy liściaste i iglaste, bagna i zakrzewienia, wody i wydmy oraz duża ilość ptactwa wodno-błotnego decydują o wysokich walorach przyrodniczych tego obiektu. Znajduje się tu kilka typów chronionych siedlisk przyrodniczych m.in. murawy na wydmach, półnaturalne podmokłe łąki zaroślowe, rosnące masowo porosty, wiele chronionych gatunków roślin. Obszar jest ważną strefą faunistyczną dla bezkręgowców i kręgowców. Pełni dla nich funkcję miejsca rozrodu, żerowania i zimowania. Gniazduje tu wiele gatunków rzadkich ptaków.

## Historia
- 1752 – założona została wieś Hälse, w trakcie kolonizacji Łęgów Odrzańskich (kolonizacja fryderycjańska), jako jedyna na prawym brzegu Odry, z domkami typu rybackiego (bez fundamentów); robotnicy pracowali głównie w domenie Chwarszczany
- 1800 – kolonia liczy 25 rodzin i 146 mieszkańców, w tym 21 kolonistów-budników (niem. Büdner[6]), 13 komorników (niem. Einlieger), 1 kołodzieja (niem. Rademacher), 3 stolarzy; istniała kuźnia i karczma
- 1804 – Porzecze przechodzi z parafii Szumiłowo do Namyślina; wcześniej jeszcze należało do parafii Chlewice
- Poł. XIX w.-1944 – funkcjonuje prom linowy (napędzany siłą prądów wodnych) przez Odrę pomiędzy Porzeczem a Kienitz
- 1896 – zbudowano kościół
- 5.02.1945 – zajęcie Porzecza przez wojska radzieckie; w wyniku ciężkich walk przy forsowaniu Odry wieś jest poważnie zniszczona; kościół zostaje rozebrany

## Ludność
Ludność w ostatnich 3 stuleciach:

## Gospodarka
Struktura użytków rolnych (2004):
| Użytki rolne | Pow. w ha |
| Orne         | 29        |
| Sady         | 0         |
| Łąki         | 158,5     |
| Pastwiska    | 56        |